# Браян Рейна
Браян Рейна (ісп. Bryan Reyna; нар. 23 серпня 1998, Ліма) — перуанський футболіст, нападник аргентинського клубу «Бельграно» та національної збірної Перу. Виступав також за клуби «Мальорка», «Академія Кантолао» та «Альянса Ліма».

## Клубна кар'єра
Браян Рейна народився 1998 року в місті Ліма. Вихованець юнацьких команд футбольних клубів «Академія Кантолао» та іспанського клубу «Мальорка». У професійному футболі дебютував 2017 року виступами за команду «Мальорка», проте до основного складу команди не пробився, і до закінчення контракту в 2020 році футболіст грав у складі іспанських клубів «Толедо», «Алькояно» та «Баракальдо», а також перуанського клубу «Лас-Росас».
У 2021 році Рейна став гравцем головної команди клубу «Академія Кантолао», в якій грав до середини 2022 року. 2022 року футболіст уклав контракт з клубом «Альянса Ліма», у складі якого грав до кінця 2023 року. З початку 2024 року перуанський нападник грає у складі аргентинського клубу «Бельграно». Станом на 15 листопада 2024 року відіграв за команду з Кордови 25 матчів в національному чемпіонаті.

## Виступи за збірні
У 2015 році Браян Рейна дебютував у складі юнацької збірної Перу (U-17), загалом на юнацькому рівні взяв участь у 4 іграх.
У 2017 році футболіст залучався до складу молодіжної збірної Перу. На молодіжному рівні зіграв у 3 офіційних матчах.
У 2022 році Рейна дебютував у складі національної збірної Перу. У складі збірної був учасником розіграшу Кубка Америки 2024 року у США. Станом на листопад 2024 року зіграв у складі національної збірної 15 матчів, у яких відзначився 2 забитими м'ячами.